# 황산 마그네슘
황산 마그네슘(magnesium sulfate 또는 magnesium sulphate)은 MgSO4 화학식을 갖는 화합물이자 염이다. 마그네슘 양이온 Mg2+(20.19% 질량)와 황산염 음이온 SO2−
4로 구성된다. 백색의 결정으로, 물에는 녹지만 에탄올에는 녹지 않는다.
주 용도는 농업에서 토양의 마그네슘 문제를 해결하는 것이다. 마그네슘은 식물의 필수 영양소인데, 마그네슘이 엽록소와 광합성 역할을 하기 때문이다.

## 같이 보기
- 황산 칼슘
- 염화 마그네슘